# ジャイアンツコーズウェイ
ジャイアンツコーズウェイ (Giant's Causeway) とはアイルランドの競走馬。G1競走6勝を数え、芝・ダートを問わず活躍し、連戦にも耐え「アイアンホース」との異名を残した。引退後は種牡馬としても活躍した。
父は名種牡馬として名高いストームキャット、母は芝・ダートで重賞を複数勝った馬。「クールモアグループ」に購買され、総帥ジョン・マグナーと生産者マイケル・テイバーが折半することになった。主戦騎手は日本でも重賞を勝っているマイケル・キネーン。

## 競走馬として
アイルランドの名調教師エイダン・オブライエンのもとでデビューしたジャイアンツコーズウェイは、デビュー戦で7馬身差の快勝。続くフューチュリティーステークスで重賞初制覇を飾ると、フランスに遠征してG1のサラマンドル賞（現在は廃止されている）を制覇する。同期の同厩にはモルニ賞を勝ったファスリエフがいたが、故障のため引退しジャイアンツコーズウェイが厩舎1番手となる。
明けて3歳、初戦で古馬を一蹴しイギリス2000ギニーに挑むが、キングズベストの後方強襲に遭い2着。さらにアイリッシュ2000ギニーでも1番人気に支持されるが、プール・デッセ・デ・プーラン（フランス2000ギニー）優勝馬バチアーの逃げ切りを許しまたも2着に敗れてしまう。このあと出走したセントジェームズパレスステークスで、ようやく1番人気に応えて勝利する。ここからジャイアンツコーズウェイの怒涛の快進撃が始まった。
続いて出走したのはエクリプスステークス。ファンタスティックライト、サキー、カラニシなどの強豪馬が顔をそろえたなか、キネーンの負傷によりこのときのみジョージ・ダフィールドに乗り替わっていたこともあってか5番人気にとどまる。しかしレースではカラニシの追い込みを封じて勝利する。サセックスステークスも楽勝し、インターナショナルステークスではカラニシとの再戦にも勝利する。さらにマイケル・テイバーが所有するモンジューが当初出走を予定していたアイリッシュチャンピオンステークスにもモンジューに代わって出走し、調整不足ながらも勝利。この5連勝の間、わずかに12週間。ミルリーフの持つG1競走6連勝の記録にあと1勝の所まで並んだ。
ところが、続くクイーンエリザベス2世ステークスでは伏兵オブザーヴァトリーの強襲に遭って2着に敗れ、6連勝はならなかった。このあとチャンピオンステークスを回避し、ダートの最高峰であるブリーダーズカップ・クラシックに出走することとなる。フサイチペガサス、ティズナウ、レモンドロップキッドらの強豪が顔をそろえたなかで3番人気に推され、レースでは最後の直線でティズナウと激しく競り合った末クビ差及ばず2着となったが、ダートの適性の高さも見せつけた。この結果、カルティエ賞の最優秀3歳牡馬は凱旋門賞優勝馬シンダーに取られるが、代わりに年度代表馬の栄誉を得た。

## 競走成績
| 出走日     | 競馬場             | 競走名                  | 格 | 距離     | 着順 | 騎手           | 着差      | 1着（2着）馬  |
| ---------- | ------------------ | ----------------------- | -- | -------- | ---- | -------------- | --------- | ------------- |
| 1999.07.21 | ナース             | メイドン                |    | 芝6f     | 1着  | M.キネーン     | 7馬身     | (Soorah)      |
| 1999.08.29 | カラ               | フューチュリティS       | G3 | 芝7f     | 1着  | M.キネーン     | 2 1/2馬身 | (Brahms)      |
| 1999.09.18 | ロンシャン         | サラマンドル賞          | G1 | 芝1400m  | 1着  | M.キネーン     | 2馬身     | (Race Leader) |
| 2000.04.09 | カラ               | グラッドネススS         | G3 | 芝7f     | 1着  | M.キネーン     | 3/4馬身   | (Tarry Flynn) |
| 2000.05.06 | ニューマーケット   | 2000ギニー              | G1 | 芝8f     | 2着  | M.キネーン     | 3 1/2馬身 | King's Best   |
| 2000.05.27 | カラ               | 愛2000ギニー            | G1 | 芝8f     | 2着  | M.キネーン     | クビ      | Bachir        |
| 2000.06.20 | アスコット         | セントジェームズパレスS | G1 | 芝8f     | 1着  | M.キネーン     | アタマ    | (Valentino)   |
| 2000.07.08 | サンダウン         | エクリプスS             | G1 | 芝10f7y  | 1着  | G.ダフィールド | アタマ    | (Kalanisi)    |
| 2000.08.02 | グッドウッド       | サセックスS             | G1 | 芝8f     | 1着  | M.キネーン     | 3/4馬身   | (Dansili)     |
| 2000.08.22 | ヨーク             | 英国際S                 | G1 | 芝10f85y | 1着  | M.キネーン     | アタマ    | (Kalanisi)    |
| 2000.09.09 | レパーズタウン     | 愛チャンピオンS         | G1 | 芝10f    | 1着  | M.キネーン     | 1/2馬身   | (Greek Dance) |
| 2000.09.23 | アスコット         | クイーンエリザベス2世S  | G1 | 芝8f     | 2着  | M.キネーン     | 1/2馬身   | Observatory   |
| 2000.11.04 | チャーチルダウンズ | BCクラシック            | GI | D10f     | 2着  | M.キネーン     | クビ      | Tiznow        |

## 種牡馬として
2001年よりアイルランドのクールモアスタッドで種牡馬入り。翌年からはクールモア・アメリカで供用される。初期のころはシャトル種牡馬としてオーストラリアでも種付けを行った。初年度産駒がデビューした2004年からカルティエ賞最優秀2歳牡馬に輝いたシャマルダルを送り出し、ヨーロッパのファーストクロップリーディングサイアーとなる。翌年以降も毎年数々のG1勝ち馬を輩出し、2009年、2010年の北米リーディングサイアーとなったが、2018年4月16日に繋養先だった米国ケンタッキー州のアッシュフォードスタッドで死亡した。享年21歳。
産駒はおもにアメリカで活躍しているが、かつて供用されたヨーロッパ、オーストラリアでもGI勝ち馬を輩出。父ストームキャットの後継種牡馬として、世界を股にかける活躍を見せている。さらには代表産駒の1頭であるシャマルダルがフランスクラシック二冠を制したロペデヴェガを輩出するなど、孫世代にも活躍が広がっている。
日本にも産駒が輸入されており、マイルチャンピオンシップ優勝馬エイシンアポロンなど4頭の重賞勝ち馬を出している。

### おもな産駒
- 2002年産
  - Aragorn / アラゴーン（2006年シューメイカーブリーダーズカップマイルステークス、エディーリードハンデキャップ、ほか重賞競走3勝、種牡馬）
  - Footstepsinthesand / フットステップスインザサンド（2005年イギリス2000ギニー、ほか重賞競走1勝、種牡馬）
  - Giant Wrecker / *ジャイアントレッカー（重賞競走1勝、種牡馬）
  - Maids Causeway / メイズコーズウェイ（2005年コロネーションステークス、ほか重賞競走2勝）
  - My Typhoon / マイタイフーン（2007年ダイアナステークス、ほか重賞競走5勝）
  - Shamardal / シャマルダル（2004年デューハーストステークス、2005年プール・デッセ・デ・プーラン、ジョッケクルブ賞、セントジェームズパレスステークス、ほか重賞競走1勝、種牡馬）
- 2003年産
  - Our Giant / アウアジャイアント（マーキュリースプリント、ホースチェスナットステークス、ほか重賞競走1勝）
  - Carriage Trail / キャリッジトレイル（2008年スピンスターステークス、ほか重賞競走1勝）
  - Juste Momente / ジャストモメンテ（2008年ロバートサングスターステークス）
  - First Samurai / ファーストサムライ（2005年ホープフルステークス、シャンペンステークス、ほか重賞競走1勝、種牡馬）
  - Frost Giant / フロストジャイアント（2008年サバーバンハンデキャップ、ほか重賞競走2勝、種牡馬）
  - Heatseeker / ヒートシーカー（2008年サンタアニタハンデキャップ、ほか重賞競走2勝）
- 2004年産
  - Mike Fox / マイクフォックス（2007年クイーンズプレート）
  - Red Giant / レッドジャイアント（2008年クレメント・L・ハーシュメモリアルターフカップステークス、ほか重賞競走2勝）
  - Rite Of Passage / ライトオブパッセージ（2010年ゴールドカップ）
  - Swift Temper / *スウィフトテンパー （2009年ラフィアンハンデキャップ）
  - スズカコーズウェイ（2009年京王杯スプリングカップ）
- 2005年産
  - *エーシンジーライン（2012年小倉大賞典）
- 2006年産
  - Ghanaati / ガナーティ（2009年1000ギニー、コロネーションステークス）
  - Internallyflawless / インターナリーフローレス（2009年デルマーオークス）
  - Intense Focus / インテンスフォーカス（2008年デューハーストステークス）
  - Giant Oak / ジャイアントオーク（2010年クラークハンデキャップ、2011年ドンハンデキャップ）
- 2007年産
  - Eskendereya / *エスケンデレヤ（2010年ウッドメモリアルステークス）
  - *エイシンアポロン（2011年マイルチャンピオンシップ、ほか重賞競走2勝、種牡馬）
- 2009年産
  - Book Review / ブックレビュー（ラブレアステークス）
  - Creative Cause / クリエイティブコーズ（2011年ノーフォークステークス）
  - Dalkara / ダルカラ（ オペラ賞）
  - Giants Step / ジャイアンツステップス（ポージャ・デ・ポトリージョス(智G1)）
  - Kung Fu Mambo / カンフーマンボ（デルビーナシオナル（秘G1））
- 2010年産
  - Penelopa / ペネロパ（2013年ディアナ賞）
- 2012年産
  - Carpe Diem / カープディーム（ブリーダーズフューチュリティ、ブルーグラスステークス）
  - Take Charge Brandi / テイクチャージブランディ（ブリーダーズカップ・ジュヴェナイルフィリーズ）
- 2013年産
  - Brody's Cause / ブロディズコーズ（ブリーダーズフューチュリティ）
- 2014年産
  - Bricks and Mortar / ブリックスアンドモルタル（ペガサスワールドカップターフ、ターフクラシックステークス、マンハッタンステークス、アーリントンミリオンステークス、ブリーダーズカップ・ターフ）
- 2016年産
  - *アスターペガサス（2018年函館2歳ステークス）
- 2019年産
  - Classic Causeway / クラシックコーズウェイ（ベルモントダービー）

- *印は本邦輸入

### ブルードメアサイアーとしてのおもな産駒
- 2007年産
  - Evening Jewel / イヴニングジュエル（2010年アッシュランドステークス、デルマーオークス）
  - Planteur / プラントゥール（2011年ガネー賞）
- 2009年産
  - Beauty Parlour / ビューティーパーラー（2012年プール・デッセ・デ・プーリッシュ）
  - Eden's Moon / エデンズムーン（2012年ラスヴァージネスステークス）
  - Escado / エスカーダ（2013年サウスオーストラリアンダービー）
- 2010年産
  - Verrazano / ヴェラザーノ（2013年ハスケルインビテーショナルステークス、ウッドメモリアルステークス）
  - タイセイドリーム（2016年新潟ジャンプステークス）
- 2011年産
  - マスクゾロ（2016年シリウスステークス）
  - ツクバアズマオー（2017年中山金杯）
- 2013年産
  - Gun Runner / ガンランナー（2018年ペガサスワールドカップ、2017年BCクラシック）
  - Hawkbill / ホークビル（2016年エクリプスステークス、2018年ドバイシーマクラシック）
  - Sophie P / ソフィーピー（2018年ゲイムリーステークス）
- 2015年産
  - Free Drop Billy / フリードロップビリー（2017年ブリーダーズフューチュリティステークス）
- 2016年産
  - Lord North / ロードノース（2020年プリンスオブウェールズステークス、2021年 - 2023年ドバイターフ3連覇）
- 2017年産
  - クリノプレミアム（2022年中山牝馬ステークス）
- 2018年産
  - レモンポップ （2023年根岸ステークス、フェブラリーステークス、マイルチャンピオンシップ南部杯、チャンピオンズカップ、2024年さきたま杯、マイルチャンピオンシップ南部杯、チャンピオンズカップ）[2]
- 2019年産
  - Pinehurst / パインハースト（2021年デルマーフューチュリティステークス）
  - エコロデュエル（2023年京都ジャンプステークス、2025年中山グランドジャンプ）[3]
- 2022年産
  - Fionn / フィン（2025年ベルモントオークスインビテーショナルステークス）

## 血統表
| ジャイアンツコーズウェイの血統 | ジャイアンツコーズウェイの血統                                              | ジャイアンツコーズウェイの血統                                              | （血統表の出典）                                                            | （血統表の出典） |
| 父系                           | ストームキャット系／ストームバード系                                        | ストームキャット系／ストームバード系                                        | ストームキャット系／ストームバード系                                        | [ § 2 ]          |
| 父 Storm Cat 1983 黒鹿毛       | 父の父Storm Bird 1978 鹿毛                                                  | Northern Dancer                                                             | Nearctic                                                                    | Nearctic         |
| 父 Storm Cat 1983 黒鹿毛       | 父の父Storm Bird 1978 鹿毛                                                  | Northern Dancer                                                             | Natalma                                                                     |                  |
| 父 Storm Cat 1983 黒鹿毛       | 父の父Storm Bird 1978 鹿毛                                                  | South Ocean                                                                 | New Providence                                                              | New Providence   |
| 父 Storm Cat 1983 黒鹿毛       | 父の父Storm Bird 1978 鹿毛                                                  | South Ocean                                                                 | Shining Sun                                                                 |                  |
| 父 Storm Cat 1983 黒鹿毛       | 父の母Terlingua 1976 栗毛                                                   | Secretariat                                                                 | Bold Ruler                                                                  | Bold Ruler       |
| 父 Storm Cat 1983 黒鹿毛       | 父の母Terlingua 1976 栗毛                                                   | Secretariat                                                                 | Somethingroyal                                                              |                  |
| 父 Storm Cat 1983 黒鹿毛       | 父の母Terlingua 1976 栗毛                                                   | Crimson Saint                                                               | Crimson Satan                                                               | Crimson Satan    |
| 父 Storm Cat 1983 黒鹿毛       | 父の母Terlingua 1976 栗毛                                                   | Crimson Saint                                                               | Bolero Rose                                                                 |                  |
| 母 Mariah's Storm 1991 鹿毛    | 母の父Rahy 1985 栗毛                                                        | Blushing Groom                                                              | Red God                                                                     | Red God          |
| 母 Mariah's Storm 1991 鹿毛    | 母の父Rahy 1985 栗毛                                                        | Blushing Groom                                                              | Runaway Bride                                                               |                  |
| 母 Mariah's Storm 1991 鹿毛    | 母の父Rahy 1985 栗毛                                                        | Glorious Song                                                               | Halo                                                                        | Halo             |
| 母 Mariah's Storm 1991 鹿毛    | 母の父Rahy 1985 栗毛                                                        | Glorious Song                                                               | Ballade                                                                     |                  |
| 母 Mariah's Storm 1991 鹿毛    | 母の母*イメンス Immense 1979 鹿毛                                           | Roberto                                                                     | Hail to Reason                                                              | Hail to Reason   |
| 母 Mariah's Storm 1991 鹿毛    | 母の母*イメンス Immense 1979 鹿毛                                           | Roberto                                                                     | Bramalea                                                                    |                  |
| 母 Mariah's Storm 1991 鹿毛    | 母の母*イメンス Immense 1979 鹿毛                                           | Imsodear                                                                    | Chieftain                                                                   | Chieftain        |
| 母 Mariah's Storm 1991 鹿毛    | 母の母*イメンス Immense 1979 鹿毛                                           | Imsodear                                                                    | Ironically                                                                  |                  |
| 母系(F-No.)                    | イメンス系(FN:11)                                                           | イメンス系(FN:11)                                                           | イメンス系(FN:11)                                                           | [ § 3 ]          |
| 5代内の近親交配                | Nasrulla5×5=6.25% / Bold Ruler 4×5=9.38% / Hail to Reason 5･4（母内）=9.38% | Nasrulla5×5=6.25% / Bold Ruler 4×5=9.38% / Hail to Reason 5･4（母内）=9.38% | Nasrulla5×5=6.25% / Bold Ruler 4×5=9.38% / Hail to Reason 5･4（母内）=9.38% | [ § 4 ]          |
| 出典                           | 1. 2. 3. 4.                                                                 | 1. 2. 3. 4.                                                                 | 1. 2. 3. 4.                                                                 | 1. 2. 3. 4.      |

・祖母イメンスは日本に輸入されており、クイーンステークスの勝ち馬エアザイオンの母となっている。

・全弟のFreud（フロイト）が1勝馬ながらアメリカで種牡馬になっている。代表産駒はフラニーフルード（プライオレスステークス）、ジャイアントライアン（ヴォスバーグステークス）、シャープアステカ（シガーマイルハンデキャップ）。

・姪（半妹Fabulousの娘）にサンタラリ賞勝ち馬のAbove The Curveがいる。